# Nervus radialis

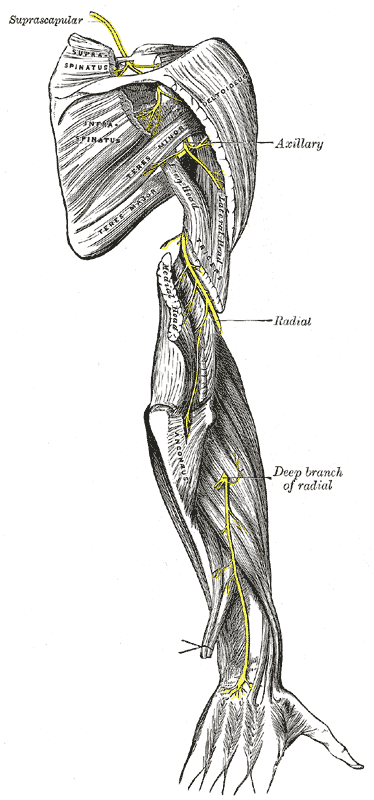
Armens supraskapulära, axillära och radiala nerver.
Illustration: Gray's Anatomy, 1918. (PD)

Nervus radialis (av latin, "strålbensnerv"), nervus musculospiralis, är, i människans kropp, den största av de nerver som utgår från armens nervfläta (plexus brachialis). Radialis och dess förgreningar försörjer överarmens och underarmens dorsala extensormuskler och handens extensorer och flexorer i underarmen.
Radialis utgår från de bakre grenarna (fasciculus posterior) i plexus brachialis med rötter i femte till sjunde cervikalkotorna (C5–8) och första thorakalkotan (T1).
Radialis löper ned bakom början på a. axillaris och den övre delen av a. brachialis och framför senorna från m. latissimus dorsi och m. teres major.
Tillsammans med a. profunda brachii passerar radialis mellan m. triceps brachiis mellersta och laterala huvud (trekantiga interstitiet). Här avges motoriska trådar till m. triceps brachiis huvuden och till m. anconeus. Dessutom sträcker sig grenarna nn. cutaneus brachii lateralis inferior och n. cutaneus brachii posterior ut på överarmens laterala sida och baksida.
Nerven och artären löper sedan vidare i en lång spiral runt överarmsbenets (humerus) baksida, från dess mediala till dess laterala sida, i en fåra (sulcus nervi radialis). Distalt om fåran passerar n. cutaneus antebrachii posterior mellan m. triceps mediala och laterala huvuden för att innervera huden längs med underarmens baksida.
Sedan bryter radialis igenom överarmens laterala intermuskulära septum (septum intermusculare laterale brachii) för att på överarmens flexorsida (framsidan) passera mellan m. brachialis och m. brachioradialis (i sulcus bicipitalis lateralis). Nerven sträcker sig fram till överarmsbenets laterala epikondyl (epicondylus lateralis humeri) där den först innerverar m. brachioradialis och m. extensor carpi radialis longus innan den delar sig i en ytlig och en djup gren: Ramus superficialis och ramus profundus.